# Horst (Vorpommern)
Horst (Vorpommern) este o comună din landul Mecklenburg-Pomerania Inferioară, Germania.

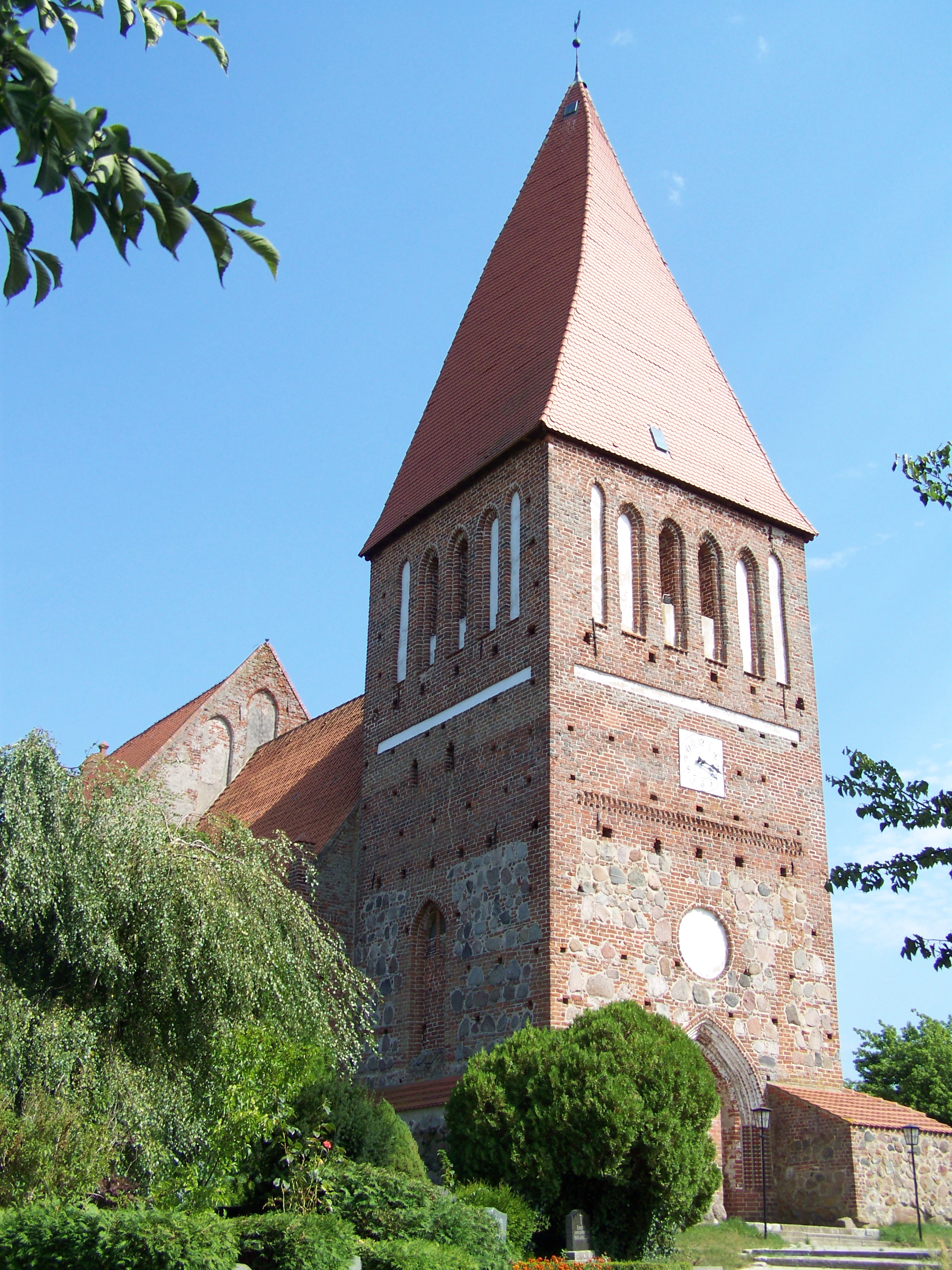
Biserica sătească din Horst